# Skrzynki (Stęszew)
Pour les articles homonymes, voir Skrzynki.
Skrzynki (prononciation : [ˈskʂɨnki]) est un village polonais de la gmina de Stęszew dans le powiat de Poznań de la voïvodie de Grande-Pologne dans le centre-ouest de la Pologne.
Il se situe à environ 9 kilomètres au nord-ouest de Stęszew (siège de la gmina) et à 22 kilomètres au sud-ouest de Poznań (siège du powiat et capitale régionale).

## Histoire
De 1975 à 1998, le village faisait partie du territoire de la voïvodie de Poznań.

Depuis 1999, Skrzynki est situé dans la voïvodie de Grande-Pologne.